# フィリッポ・ブオナローティ

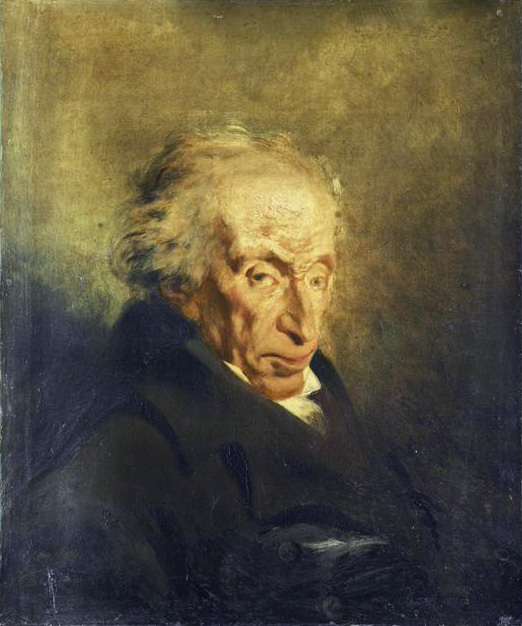
フィリッポ・ブオナローティ
(画)フィリップ＝オーギュスト・ジャンロン

フィリッポ・ジュゼッペ・マリア・ルドヴィーコ・ブオナローティ（Filippo Giuseppe Maria Ludovico Buonarroti, 1761年11月11日 - 1837年9月16日）はイタリア生まれのフランスの革命家。芸術家ミケランジェロの家系に属するといわれる。フリーメイソンの会員でもあった。
姓のBuonarrotiは、「ブオナロッティ」「ブオナロティ」「ブォナッローティ」と表記することもある。

## 若年期
1761年、貴族の息子としてピサにて誕生。数学や音楽に関心を示し、特に音楽に関する素養は後の生活に役立った。
12歳の時、当時オーストリア領であったトスカーナ大公国へ赴き、大公レオポルド の小姓として召し抱えられた。彼の庇護の下、17歳の時ピサ大学に進学。文学を読み、法学を学んだブオナローティは、法学の権威たちから危険分子と判断されかねない論文を書いた。
卒業後はフィレンツェで行政官となるはずであったが、ブオナローティはこの時期、ルソーの著作を貪り読み、共和主義思想に傾倒していた。この結果、オーストリア・ハプスブルク家の欧州支配に反発するようになった彼は、廷臣としての地位に甘んずることを潔しとせず、ピサで弁護士となる。その後、急進的なジャーナリストとして活動して、すぐに治安当局と対立するようになった。1786年には家宅捜索を受け、当時禁書に指定されていたドルバックの『自然の体系』を押収された。また1788年、フィレンツェの「ガゼッタ・ウニヴェルサーレ（Gazetta Universale）」紙の編集に携わった。

## 渡仏
1789年からのフランス革命に勇気付けられ、ピサではその急進的な主張に対する監視も厳しかったことから、フランス領となって間もないコルシカ島へと旅立ち、革命運動に参加。彼はそこで「コルシカ愛国新聞」（Giornale patriottico di Corsica）紙上で主張していた革命的なメッセージを広めることに勤めた。ちなみに、イタリア語の論文で公にフランス革命を支持したものはこれが初めてであった。
コルシカ島は、ルソーが考える理想社会の姿に最も近いとされた地であった。この地で彼はブオナパルテ（ボナパルト）家と親しくなり、親英派のパスカル・パオリとは敵対する活動を行った。なお、一族からはナポレオン・ボナパルトが出ていたことから、この縁が後に彼の危機を救うこととなる。
その後、隠密任務でイタリアへ潜入し、次いでイギリスに奪われたカリブ海のマルティニーク島サン＝ピエールへの遠征隊に同行。さらに初期のトゥーロン遠征にも加わった。
1790年7月に「聖職者民事基本法」 を成立させたが、教皇はこれを激しく断罪。ブオナローティは暴行を受けたうえ放逐されたが、コルシカの総評議会の嘆願により放免された。彼は1791年に島を追放されて故郷のトスカーナに戻るが、そこで逮捕され牢獄に送られた。1786年にフリーメイソンの一員となったことが原因とみられる。
1793年にパリへと旅立った彼は、そこでジャコバン・クラブのメンバーとなる。ロベスピエールの信奉者であった彼は、革命への貢献が評価され、1793年5月27日の法令でフランスの市民権を得て帰化。同年6月、サルデーニャ王国西岸のサン・ピエトロ島からフランスへ渡り、ニースにて国外追放されたイタリアの革命家たちを組織化する任に就いた。
1794年4月、ブオナローティは政府の命により、オネーリアのフランス軍占領地帯へ派遣された。ここで彼は、パンの品質改良を行ったり、小中学校や教育委員会の創設を推進。さらに、疫病予防のため街の清掃を行った。また、住民の抵抗を排除して「1793年憲法（ジャコバン憲法）」を強制することに尽力した。

## バブーフの陰謀
テルミドールのクーデターに際し、ロベスピエール派と見なされた彼は投獄され、その獄中でバブーフと知り合う。彼の思想に同調したブオナローティは、バブーフの熱烈な支援者となり、いわゆる「バブーフの陰謀」にも加担した。ところが1796年5月8日、陰謀は事前に漏洩。彼はバブーフらと共に逮捕され、死刑宣告を受けた。バブーフは処刑されたが、ブオナローティはナポレオン・ボナパルトの尽力により処刑を免れ、同年7月にシェルブール近郊の要塞に監禁された。

## その後
オレロン島やソスペルの監獄を転々とした彼は、ナポレオンが政権を握ると釈放され、警察の監視のもと1806年にスイスのジュネーヴに移住。そこで音楽とイタリア語の教師として生計を立てた。しかしその間も、「愛国者協会」やイタリアの秘密結社「カルボナリ」に関わり、革命家としての活動を継続した。
ナポレオン失脚後のヨーロッパは、オーストリア宰相メッテルニヒの主導のもと、ウィーン体制と呼ばれる反動的体制が布かれていた。これに反発したブオナローティは、国際的な反メッテルニヒ運動を展開した。しかし計画は1823年に発覚し、彼は再びジュネーヴを追われた。ベルギーのブリュッセルに移った彼は、秘密結社「ル・モンド」を設立した。

## 晩年
7月革命勃発の知らせを受けたブオナローティはパリへ帰還。彼の革命的な主張は7月革命の際に再度の注目を浴びた。実際にブランキは反乱のスキルや戦術をブオナローティから学んでいる。彼の記した『平等のための陰謀』（Conspiration pour l'Égalite, dite de Babeuf, 全2巻）は、ブリュッセルで公刊された。同書は事件の全貌を伝えると共に「革命独裁」という概念を理論化している。
1831年から翌1832年にかけて、ボローニャ、モデナ、パルマなどでカルボナリが起こした一連の蜂起（中部イタリア革命）を指導したが、いずれも挫折。この頃、カルボナリの運動方針を巡ってマッツィーニと決裂、マッツィーニはカルボナリを離党した。
また、イギリスのチャーティスト運動にも積極的に加わるなど、革命の長老として活動したが、1837年にパリで死去した。

## 日本語文献
- 著書『平等をめざす、バブーフの陰謀』 田中正人訳、叢書ウニベルシタス・法政大学出版局、2020年
- ジャン＝マルク・シアパ 『革命家ブォナローティ伝』 田中正人訳、彩流社、2021年